# 朱夔
朱夔（？—1721年），中國清朝官員，漢軍鑲白旗人。
康熙五十八年（1719年），監生出身的朱夔接替周鍾瑄擔任台灣府諸羅縣知縣。康熙六十年（1721年），朱一貴事件爆發，朱夔失守諸羅，逃往澎湖。後被清廷抓拿，同年十二月以“失封疆”之罪被處決。